# Rio Derwent (Tasmânia)
O Rio Derwent é um rio australiano que banha a cidade de Hobart ilha da Tasmânia.
O Rio Derwent também é uma importante fonte de água para irrigação e abastecimento de água. A maior parte do abastecimento de água de Hobart é retirada do baixo rio Derwent. Quase 40% da população da Tasmânia vive nas margens do estuário e o Derwent é amplamente utilizado para recreação, passeios de barco, pesca recreativa, transporte marítimo e indústria.